# Cryptandra multispina
Cryptandra multispina är en brakvedsväxtart som beskrevs av Barbara Lynette Rye. Cryptandra multispina ingår i släktet Cryptandra och familjen brakvedsväxter. Inga underarter finns listade i Catalogue of Life.